# Tsnungwe
Tsnungwe (South Fork Indians, South Hupa, South Fork Hupa) je peme američkih Indijanaca porodice Athapaskan nastanjeno duž rijeka Trinity River, South Fork of the Trinity River i New Rivera, u Kaliforniji. Ovo područje pripada današnjim okruzima Trinity (na zapadu) i Humboldt na istoku. 
Tsnungwe su susjedi Hupa, i njihov jezik dijalekt je hupa jezika. Mnogi od njih smješteni su na Hoopa Valley Reservation 1864., dok se ostatak vratio na svoje tradicionalno područje 1880.-tih godina, van granica rezervata. Danas ih ima oko 150 i nemaju federalno priznatog statusa. Službeno se nazivaju Tsnungwe Nation.

## Vanjske poveznice
- Tsnungwe Place Names
- Tsnungwe Council Narrative